# San Juan Bautista (buque)

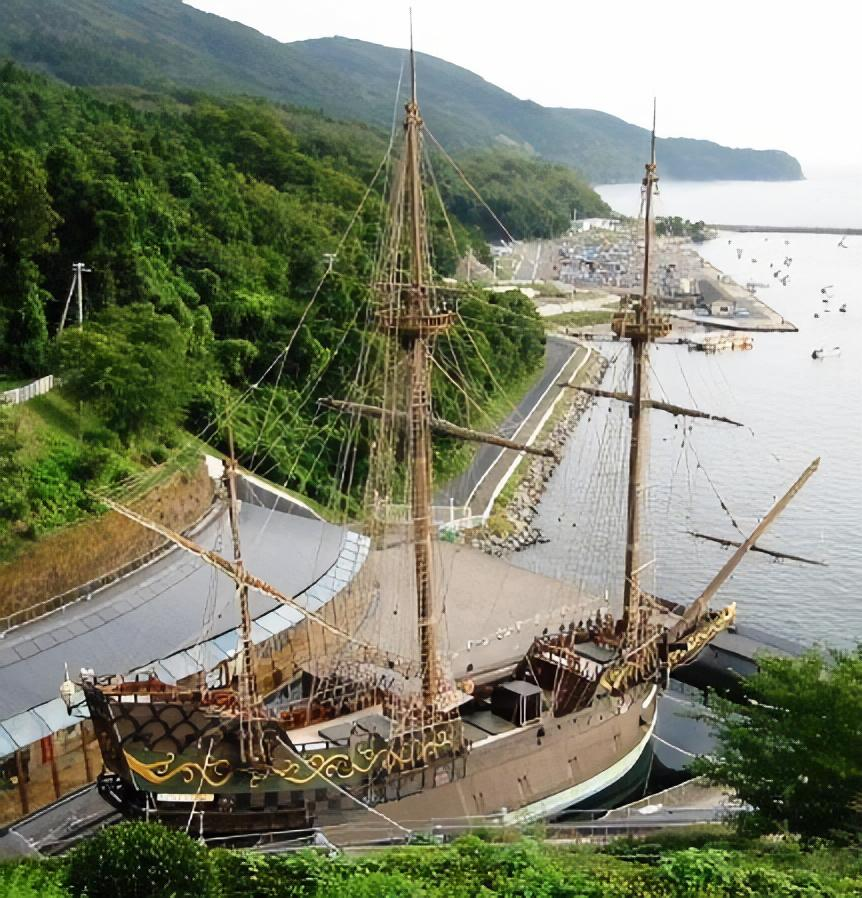
Réplica del galeón de 1613 construido en Japón San Juan Bautista, en Ishinomaki, Japón

San Juan Bautista (originalmente llamado Date Maru, 伊達 丸 en japonés) fue uno de los primeros barcos japoneses construidos al estilo occidental. Cruzó el océano Pacífico en 1614. Era del tipo galeón español, conocido en Japón como nanban-sen (南蛮 船, lit. "Buques bárbaros meridionales").
Transportó una misión diplomática japonesa de 180 personas durante la primera etapa de su viaje al Vaticano como enviados al papa Paulo V, encabezado por Hasekura Tsunenaga y acompañado por el fraile español Luis Sotelo. Después de transportar a Hasekura a México, Nueva España, el barco volvió a Japón. Hasekura y la embajada se dirigieron a Europa, llegando finalmente a Roma.

## Construcción

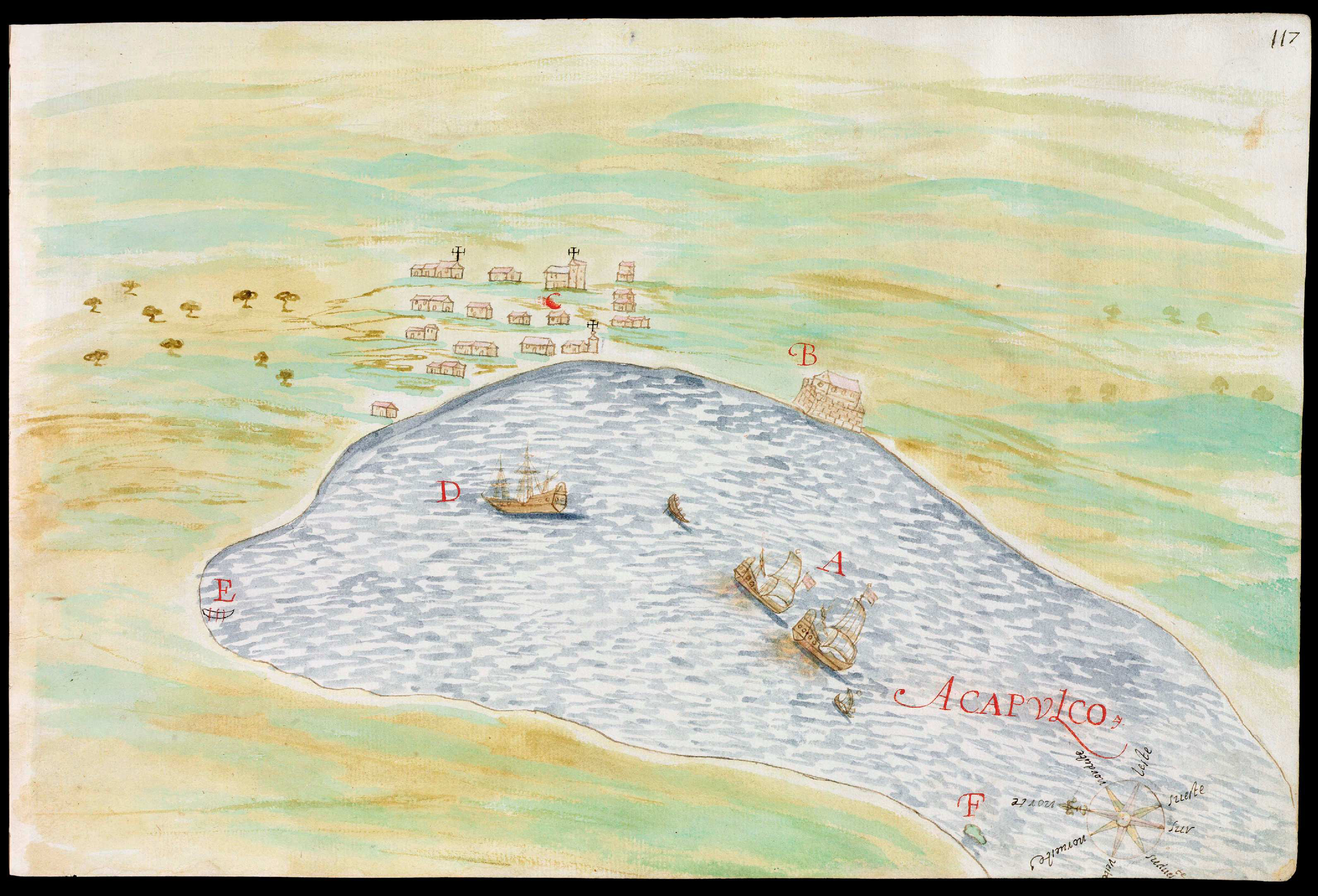
Nicolás de Cardona, en su informe de 1632 presentado al rey de España, incluyó una vista de la bahía y la ciudad de Acapulco, mencionando la presencia de «un barco de Japón» (letra D), probablemente el San Juan Bautista (Gonoi, P53). Cardona estuvo en Acapulco entre finales de 1614 y el 21 de marzo de 1615. La leyenda completa dice:
A. Los barcos de la expedición.
B. El castillo de San Diego.
C. La ciudad.
D. Una nave que ha venido de Japón.
E. Los Manzanillos.
F. El Grifo.

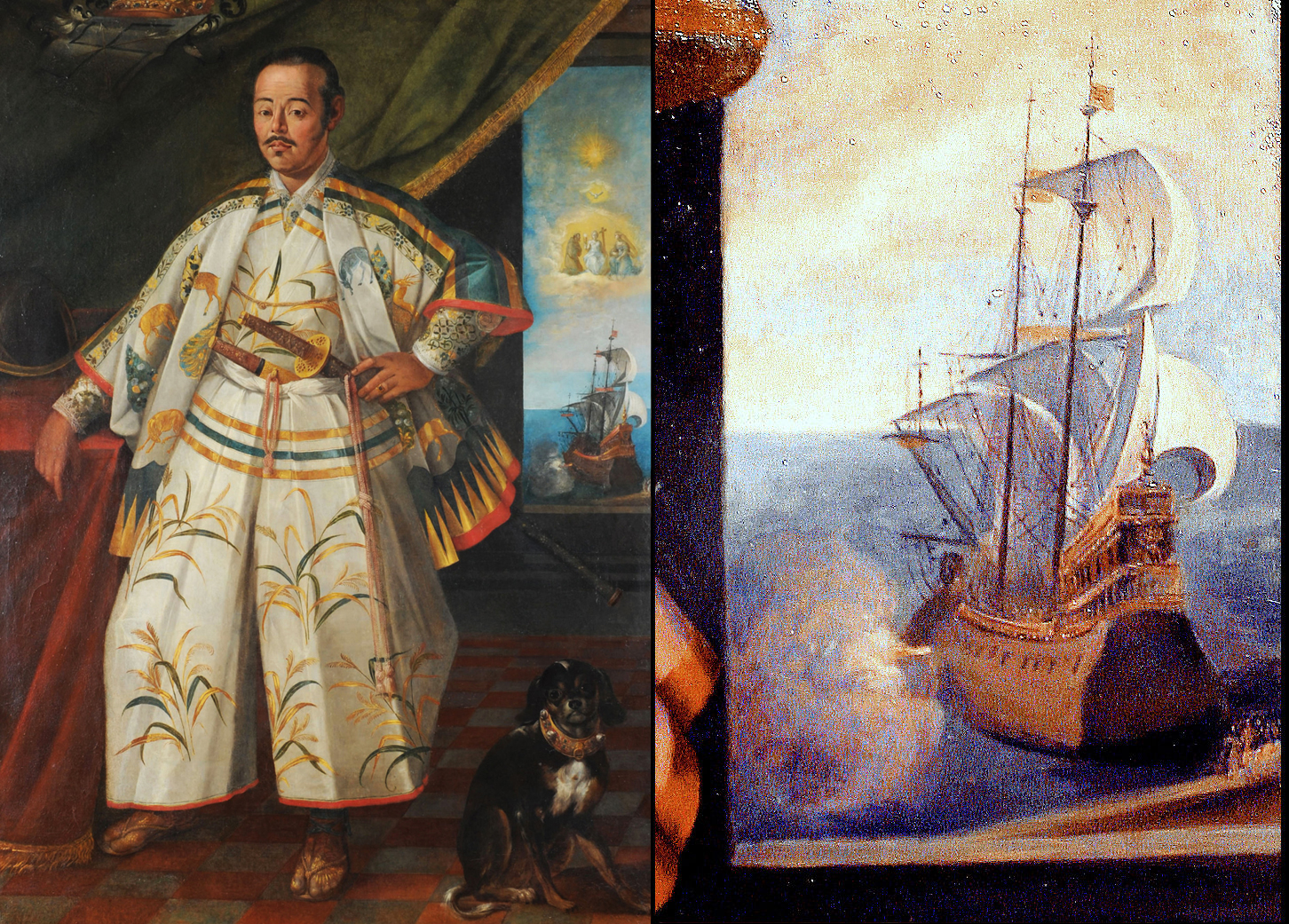
El San Juan Bautista está representado en la pintura de Claude Deruet de Hasekura Tsunenaga en Roma en 1617, como un galeón con la bandera de Hasekura (esvástica roja sobre fondo anaranjado) en el mástil superior.

San Juan Bautista fue construido en 1613 por Date Masamune, el daimyo de Sendai en el norte de Japón, en el puerto de Tsuki-No-Ura (Ishinomaki, Prefectura de Miyagi). El proyecto había sido aprobado por el Bakufu, el gobierno del Shogun en Edo.
El Shogun ya tenía dos barcos más pequeños (80 y 120 toneladas) construidos para él por el piloto inglés William Adams, y el más grande, San Buena Ventura, fue dado a los náufragos españoles para su regreso a México en 1610. El Shogun también expidió numerosos permisos para los buques del lacre rojo, destinados al comercio asiático e incorporando muchos elementos del diseño occidental del barco.
Según informes, San Juan Bautista requirió 45 días de trabajo, con la participación de expertos técnicos de Bakufu, 800 carpinteros, 700 herreros y 3000 carpinteros. Dos hombres españoles también participaron en el esfuerzo: fray Luis Sotelo, y el capitán Sebastián Vizcaíno. Estos esfuerzos fueron vistos con desaprobación por el gobierno español en Manila, y Los Ríos Coronel sugirió que Luis Sotelo no debería ser admitido en Japón más adelante (C. R. Boxer).

## Dos viajes de ida y vuelta transpacífico
Al terminar, el buque partió el 28 de octubre de 1613 para Acapulco en México, con alrededor de 180 personas a bordo, compuesto por 10 samurái del Shogun (liderado por el ministro de la Marina Mukai Shooken), 12 samurái de Sendai, 120 comerciantes japoneses , Marineros y sirvientes, y alrededor de 40 españoles y portugueses. El barco llegó a Acapulco el 25 de enero de 1614 después de tres meses en el mar.
Después de un año en Acapulco, el barco volvió a Japón el 28 de abril de 1615, cuando Hasekura continuó a Europa. Al parecer, alrededor de 50 especialistas en minería y refinado de plata de México fueron invitados a Japón en esta ocasión, para que pudieran ayudar a desarrollar la industria minera en el área de Sendai. Un grupo de franciscanos encabezados por el padre Diego de Santa Catalina, enviado como embajada religiosa a Tokugawa Ieyasu, también navegó en el barco. El San Juan Bautista llegó a Uraga el 15 de agosto de 1615.
En septiembre de 1616, el San Juan Batista se dirigió de nuevo a Acapulco, a petición de Luis Sotelo. Ella fue navegada por el capitán Yokozawa Shōgen, pero el viaje salió mal y alrededor de 100 marineros murieron en el camino. San Juan Bautista finalmente llegó a Acapulco en mayo de 1617. Sotelo y Hasekura se reunieron en México para el último viaje de regreso a Japón. En abril de 1618 el San Juan Bautista llegó a Filipinas, donde fue vendida al gobierno español allí, con el objetivo de construir defensas contra los holandeses. Hasekura regresó a Japón en 1620.
Cuando Hasekura regresó, Japón había cambiado drásticamente: el cristianismo estaba siendo erradicado desde su interdicción en 1614, y Japón avanzaba hacia un período de aislamiento. Debido a estas persecuciones, los acuerdos comerciales con México que había tratado de establecer también fueron negados. Al final, su embajada parece haber tenido pocos resultados, y murió dos años después de enfermedad.

## San Juan Bautista hoy

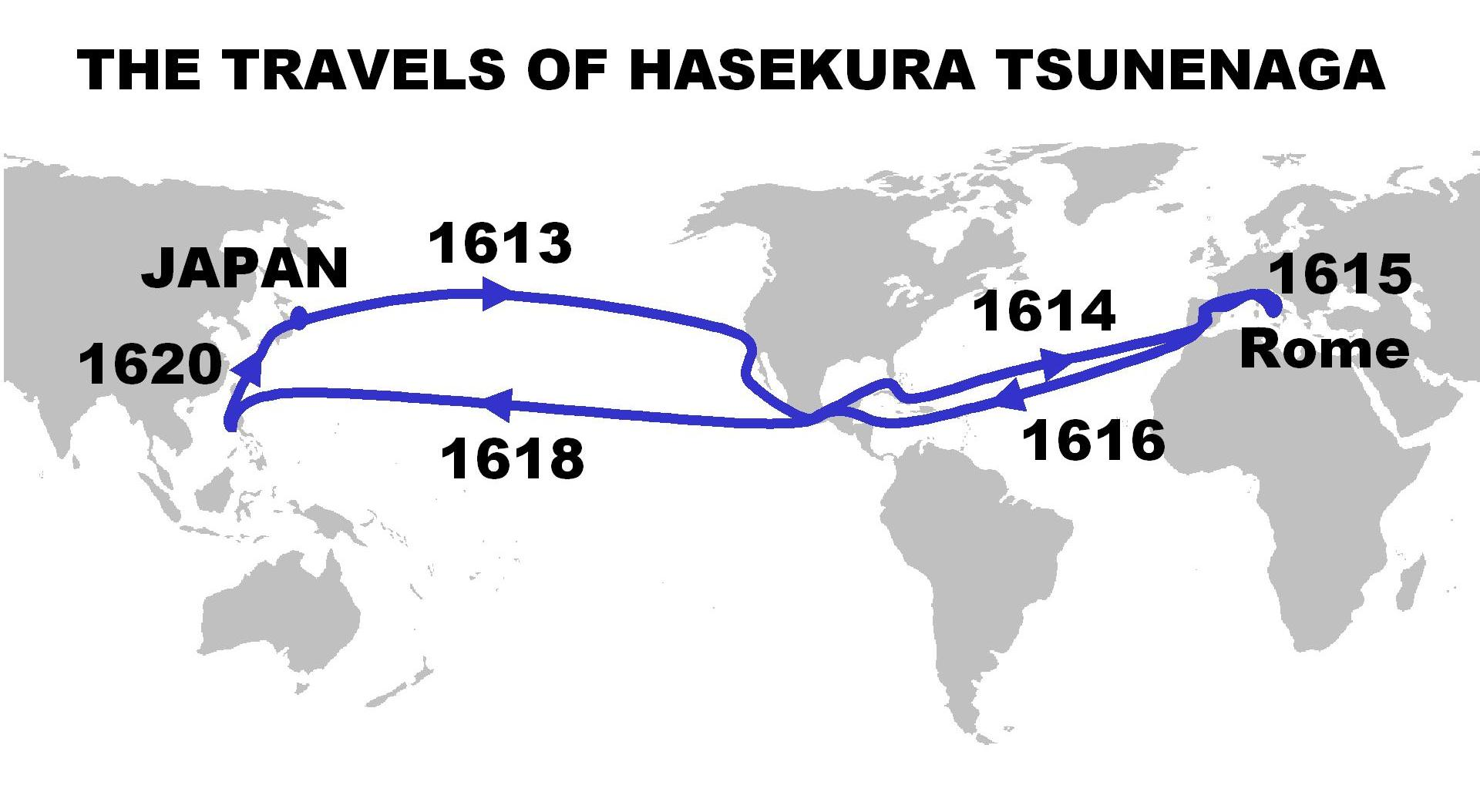
Itinerario y fechas de los viajes de Hasekura Tsunenaga

Un nuevo San Juan Bautista fue reconstruido en 1993 sobre la base de los registros de la Casa de la Fecha. Aunque no se han encontrado los planos exactos, las dimensiones del buque se registraron adecuadamente, permitiendo la reconstitución. La nave está actualmente en exhibición en un parque temático en Ishinomaki, en el norte de Japón, cerca del lugar donde fue construida originalmente. La réplica sobrevivió el terremoto 2011 de Tōhoku y el tsunami intacto con daño menor, y hay esperanzas de usar la nave como símbolo de la reconstrucción de la ciudad.